# هوبير باربييه
هوبير باربييه (بالفرنسية: Hubert Barbier)‏ (و. 1932  م) هو كاهن كاثوليكي فرنسي.

## مناصب
تولى منصب أسقف كاثوليكي (منذ 13 ديسمبر 1980)
- مطران كاثوليكي  [لغات أخرى]‏
- أسقف عنواني  [لغات أخرى]‏
- مطران  [لغات أخرى]‏
- أسقف مساعد  [لغات أخرى]‏[1]

.